# 보인고등학교
보인고등학교(輔仁高等學校)는 대한민국 서울특별시 송파구 오금동에 있는 자율형 사립 고등학교이다.

## 학교 연혁
- 1908년 6월 8일 : 보인학교 개교[1]
- 1932년 9월 1일 : 이종석 선생 교주로 취임(사재기부)
- 1933년 6월 28일 : 보인재단법인 설립인가
- 1933년 6월 28일 : 보인재단법인 제1대 이사장에 이종석 선생 취임
- 1933년 10월 1일 : 보인학교 박영근 선생 제1대 교장 취임
- 1938년 1월 29일 : 보인상업보습학교 설립인가
- 1938년 12월 22일 : 보인상업전수학교 설립인가
- 1941년 1월 3일 : 보인상업학교 설립인가(3년제)
- 1944년 3월 31일 : 전시교육에 관한 비상조치에 의한 여자상업학교로 전환시설 인가
- 1946년 4월 9일 : 여자상업학교 폐기 상업학교 학칙변경 인가
- 1959년 1월 24일 : 고등학교 야간 2학급 병설인가
- 1960년 12월 10일 : 보인재단법인을 재단법인 보인학원으로 정관변경
- 1977년 7월 25일 : 새 교사 건축 기공식
- 1978년 8월 22일 : 송파구 오금동으로 교사 이전
- 1999년 3월 2일 : 보인정보산업고등학교 교명 변경
- 1999년 4월 1일 : 야간학급 폐지 변경 인가
- 2000년 9월 1일 : 남녀공학으로 학칙 변경
- 2004년 7월 20일 : 학교법인 보인학원 제8대 이사장에 김석한 선생 취임
- 2005년 6월 27일 : 학교법인 대주학원으로 법인 명칭 변경
- 2006년 10월 16일 : 일반계 고등학교 설립인가
- 2007년 2월 27일 : 보인고등학교 신축교사 준공식
- 2009년 2월 28일 : 인조잔디 축구장 완공
- 2009년 7월 14일 : 2011년도 자율형 사립고 지정
- 2010년 7월 31일 : 개교 100주년 기념 '대주관' 신축
- 2011년 3월 2일 : 자율형 사립고등학교 개교
- 2021년 2월 5일 : 제77회(통산112회) 졸업식 (누계 17,147명)
- 2022년 9월 1일 : 보인고등학교 김범두 선생 제24대 교장 취임

## 참고 문헌
- 보인고등학교 - 한국교육학술정보원 학교알리미

## 같이 보기
- 보인고등학교 축구단
- 보인상업학교 축구단

## 사건사고
1970년 10월 17일 인창고등학교 2학년 학생(430명)과 보인상업고등학교(185명) 및 보성여자고등학교(110명) 등의 서울 시내 3개 고등학교 학생과 교사를 태우고 청량리역을 떠나 제천역으로 가던 6량 단위의 제 77호 보통열차가 원주역을 통과한 지 얼마 안 되어 사고 지점인 삼광터널을 지나가다가 석탄과 목재를 싣고 가던 화물열차와 충돌하여 학생 10명과 인창고교 교감 및 교사 2명, 동행 사진사 1명 등 14명이 사망하고 59명이 중경상을 입었다. 3일 전에 발생한 모산 수학여행 참사 때문에 문교부에서 "모든 수학여행은 열차로 이동하라" 는 지시를 내린 바로 뒷날에 발생한 참사로, 한동안 이 참사 때문에 전국적으로 수학여행 자체가 금지되는 사태가 일어나기도 했다.